# Almiro Robledo
Almiro Robledo Gómez de Agüero (Santa Olalla, 11 de septiembre de 1905-Talavera de la Reina, 7 de abril de 1977), fue cronista de Talavera de la Reina.

## Biografía
Almiro Robledo Gómez de Agüero nació en la localidad toledana de Santa Olalla el 11 de septiembre de 1905.[cita requerida]
En junio de 1925 aprobó unas oposiciones de auxiliar en el Ayuntamiento de Talavera de la Reina.
Interesado en la figura de Fernando de Rojas, autor de La Celestina, investigó en las actas del ayuntamiento sobre la figura de este, descubriendo el acta de regulación municipal que limitaba la polución del aire proveniente de los hornos de cerámica de la localidad, en un acto presidido por Rojas. Sus investigaciones le llevaron a descubrir que Fernando de Rojas llegó a ser alcalde mayor de Talavera por cinco semanas en 1538. Participó, además, en la localización de los restos del bachiller. Cronista de la ciudad de Talavera, y colaborador en La Voz de Talavera, fue junto a Enrique Ginesta, Emilio Niveiro y sobre todo Ángel Ballesteros una de las voces destacadas por la  defensa del patrimonio talaverano. Falleció el 7 de abril de 1977 en Talavera de la Reina. Su archivo personal fue donado al Archivo Municipal de Talavera.
El Ayuntamiento de Talavera de la Reina aprobó la denominación de calle Almiro Robledo para un vial del callejero de la ciudad.

## Reconocimientos
- Hijo adoptivo de Talavera de la Reina.[cita requerida]